# Rudolph Wirsing

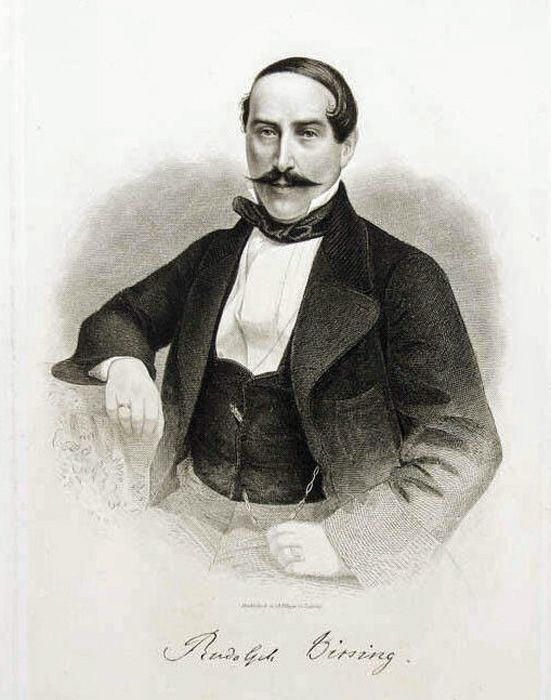
Rudolph Wirsing (um 1850)

Rudolph Bernhard Wirsing (* 20. Oktober 1808 in Dresden; † 9. Oktober 1878 in Prag) war ein deutscher Schauspieler, Sänger und Theaterdirektor.

## Leben
Rudolph Wirsings Vater war Dresdner Hofarchivar und schickte seinen Sohn auf die renommierte Schule Kloster Donndorf. Danach begann Rudolph Wirsing ein Jura-Studium an der Universität Leipzig, das er aber bald abbrach. Da ihm der Vater den nun gewünschten Eintritt ins Militär verwehrte, wandte er sich dem Theater zu. Bei Christian August Pohlenz (1790–1843) studierte er Gesang.
Von 1832 bis 1837 trat er als Bariton im Kärntnertor-Theater in Wien auf. Es folgten Engagements in Breslau, Lübeck und Aachen. 1839 ließ er sich als Gesangslehrer in Magdeburg nieder und gründete 1840 eine Gesangsakademie. 1842 wurde er Musikdirektor am Magdeburger Stadttheater und 1845 zusätzlich Direktor des Hauses. In dieser Zeit wurde hier Albert Lortzings Oper Undine uraufgeführt. Neben weiteren glanzvollen Opernaufführungen gelang es ihm, Orchester und Chor zu verstärken.

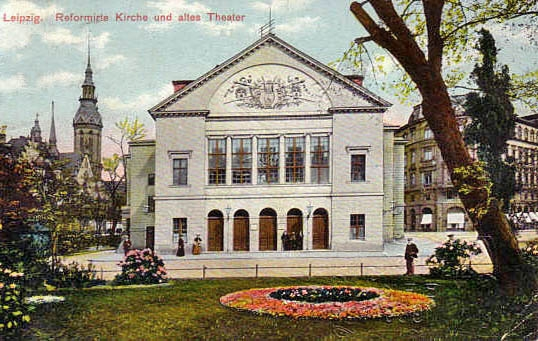
Altes Theater Leipzig
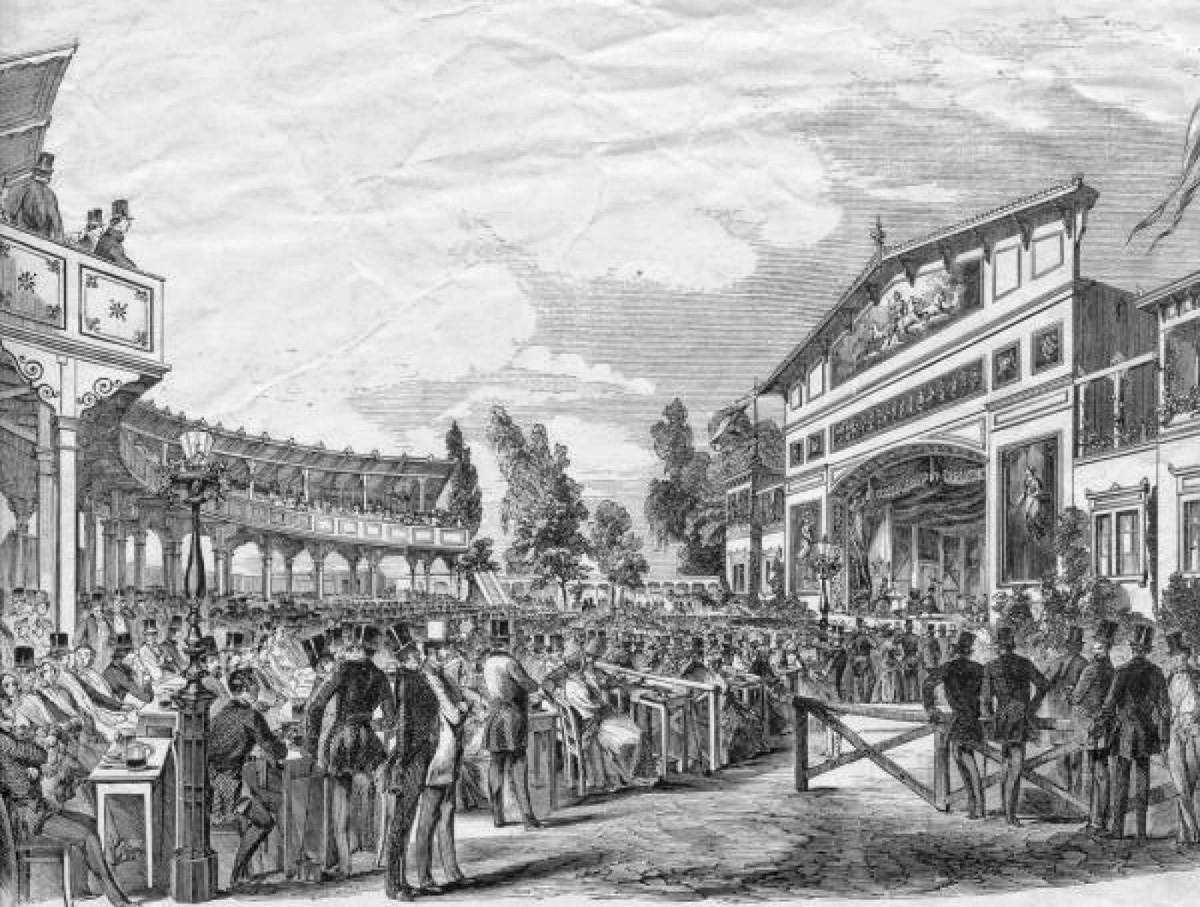
Tivoli in Gerhards Garten

Zum 1. Januar 1849 folgte er einem Ruf ans Stadttheater Leipzig (später Altes Theater), dessen Direktor er bis 1864 blieb. Unter seiner Direktion erlebte das Theater eine Glanzzeit. Er ließ als einer der ersten Intendanten Deutschlands Richard Wagners frühe Opern Tannhäuser und Lohengrin aufführen. 1849 brachte er Albert Lortzings letzte abendfüllende Oper Rolands Knappen zur Uraufführung sowie 1850 Genoveva von Robert Schumann. An der Sprechbühne nahm er sich der Werke von Karl Gutzkow (1811–1878) und Charlotte Birch-Pfeiffer (1800–1868) an. 1853 richtete er in Gerhards Garten das  Sommertheater Tivoli ein, das bis 1859 bestand.
1862 erschien sein Buch „Das deutsche Theater …“, in welchem er den Zustand des Theaters in Deutschland analysierte, Vorschläge zu einer gründlichen Reform des deutschen Theaters machte und zuletzt Andeutungen zu einer zweckmäßigen Bühnenleitung vorbrachte.

Ständetheater Prag

1864 ging Wirsing ans Königlich Deutsche Landestheater in Prag, welches das Gebäude des Ständetheaters seit 1862 allein nutzte. 1876 wechselte er, obwohl er die Landessprache nicht verstand, für ein Jahr als künstlerischer Leiter zum tschechischen Nationaltheater, das zu dieser Zeit noch in einem provisorischen Interimstheater spielte. Die für 1878 bestätigte Leitung des Stadttheaters Breslau konnte er nicht antreten, da er nach längerer Krankheit noch im gleichen Jahr in seiner Prager Villa verstarb.

## Publikation
- Rudolph Wirsing: Das deutsche Theater oder Darstellung der gegenwärtigen Theaterzustände nebst Andeutungen zu einer zweckmäßigen Reform und Bühnenleitung, Geibel, Leipzig 1862, Nachdruck: hansebooks, Norderstedt 2017, ISBN 978-3-7436-2519-8